# Castillo de Rugat
El castillo de Rugat o castillo de Ayelo, se sitúa en el término municipal de Ayelo de Rugat, en la provincia de Valencia (España). Se trata de un castillo medieval de origen árabe que servía de fortaleza fronteriza entre las taifas de Játiva y Denia, hasta la conquista en 1258 por el rey Don Jaime I.
Posteriormente formó parte de la red de fortalezas de Penacadell y cedido después a Bernat de Bellvís, sus descendientes se trasladan al vecino Palacio de Castellón de Rugat, siendo abandonado definitivamente hacia 1500.

## Descripción
Se trata de una construcción de planta cuadrangular, adaptada a la topografía del terreno realizada con fábrica de tapial, de la que actualmente solo se conserva el aljibe con cubierta y bóveda de cañón y restos de su fachada principal y de una torre interior. 